# جوموك باب
جوموك باب عبارة عن طبق أرز كوري مصنوع من قطعة أرز مطبوخة على شكل قبضة.   تعتبر كرات الأرز عنصرًا شائعًا في دوشيراك (وجبة معبأة) وغالبًا ما يتم تناولها كوجبة خفيفة.     بدأ تسويق جوموك باب بشكل جدي في عام 1990 ، عندما انتشر المطبخ الياباني تدريجيًا في كوريا وانتشر الأونيغيري. على الرغم من أنها لم تحظ باهتمام خاص في السنوات الأولى ، إلا أنها اكتسبت شعبية كغذاء غير مكلف .